# Hellmuth Jahn
Hellmuth Jahn (ur. 31 maja 1885 w Pillnitz, Saksonia, zm. po 1923) – niemiecki malarz.
Był synem pracownika poczty, rodzina Jahn w 1890 przeniosła się do Miśni. Hellmuth od 1902 studiował w Saksońskiej Szkole Sztuki Dekoracyjnej w Dreźnie, gdzie poznał wykładowcę Saschę Schneidera. Prawdopodobnie pomagał mu w realizacji fresku "Triumf Krzyża", co zbliżyło obu mężczyzn. W 1904 Schneider otrzymał etat wykładowcy na Großherzoglich-Sächsische Kunstschule w Weimarze, Hellmuth Jahn również wyjechał do Weimaru, W 1923 był autorem projektów figurek z porcelany dla fabryki w Dreźnie, dalsze jego losy nie są znane. 